# Ligne Aonami
La ligne Aonami (あおなみ線, Aonami-sen) est une ligne ferroviaire de la ville de Nagoya au Japon. Elle relie la gare de Nagoya à celle de Kinjō-futō au sud de la ville. La ligne est exploitée par la compagnie Nagoya Rinkai Rapid Transit, ainsi que par la JR Freight pour le transport de marchandises.

## Histoire
La ligne Nishi-Nagoyakō ouvre le 1er juin 1950 comme une branche fret de la ligne principale Tōkaidō entre le terminal de Sasashima et Nishi-Nagoyakō. Le terminal fret de Nagoya ouvre le 1er octobre 1980 tandis que le terminal de Sasashima ferme le 1er novembre 1986.
Dans les années 1990, des projets pour adapter la ligne pour le transport passagers sont lancés. 12 km de la ligne Nishi-Nagoyakō sont réutilisés, et une nouvelle section de 4 km est construite jusqu'à Kinjō-futō. L'ensemble est inauguré le 6 octobre 2004 sous le nom de ligne Aonami.
Le 12 mars 2022, la gare de Nagoya Keibajō-mae est renommée Kōhoku.

## Caractéristiques

### Ligne
- longueur : 15,2 km
- écartement des voies : 1 067 mm
- nombre de voies : double voie
- électrification : 1 500 Vcc par caténaire
- vitesse maximale : 110 km/h

### Liste des gares

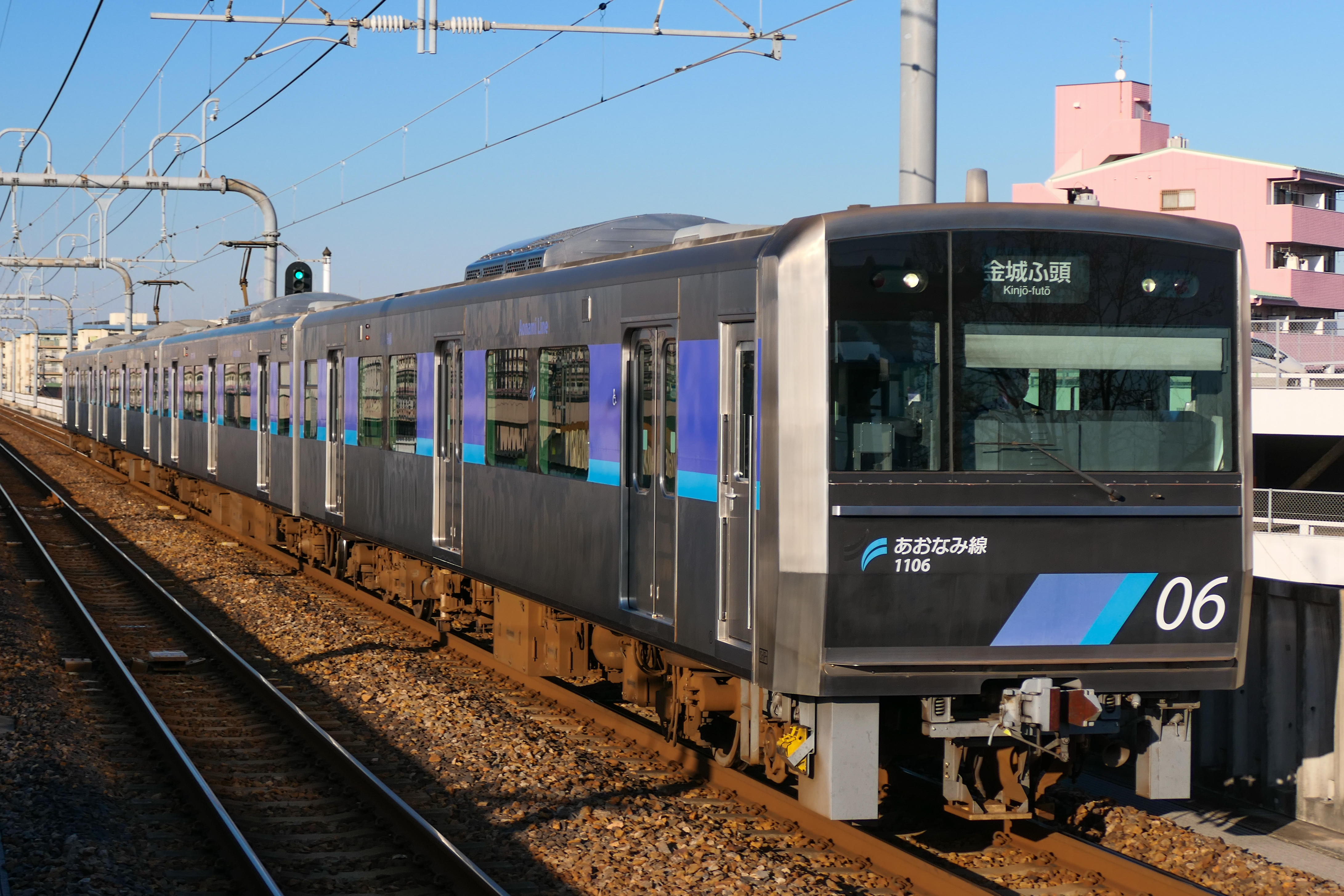
Série 1000

La ligne Aonami comporte 11 gares, numérotées de AN01 à AN11.
| Numéro | Gare            | Nom japonais   | Distance depuis Nagoya (km) | Correspondances | Arrondissement de Nagoya |
| ------ | --------------- | -------------- | --------------------------- | --- | ------------------------ |
| AN01   | Nagoya          | 名古屋         | 0                           | JR Central : Tōkaidō Shinkansen, Chūō, Kansai, Tōkaidō Meitetsu : Nagoya (à Meitetsu Nagoya) Kintetsu : Nagoya (à Kintetsu-Nagoya) Métro de Nagoya : Higashiyama, Sakura-dōri | Nakamura                 |
| AN02   | Sasashima-raibu | ささしまライブ | 0,8                         | | Nakamura                 |
| AN03   | Komoto          | 小本           | 3,3                         | | Nakagawa                 |
| AN04   | Arako           | 荒子           | 4,3                         | | Nakagawa                 |
| AN05   | Minami-Arako    | 南荒子         | 5,2                         | | Nakagawa                 |
| AN06   | Nakajima (ja)   | 中島           | 5,9                         | | Nakagawa                 |
| AN07   | Kōhoku          | 港北           | 7,1                         | | Minato                   |
| AN08   | Arakogawa-kōen  | 荒子川公園     | 8,2                         | | Minato                   |
| AN09   | Inaei           | 稲永           | 9,8                         | | Minato                   |
| AN10   | Noseki          | 野跡           | 12,1                        | | Minato                   |
| AN11   | Kinjō-futō      | 金城ふ頭       | 15,2                        | | Minato                   |

## Matériel roulant
La ligne est parcourue par des rames automotrices série 1000.